# Groó Béla
Groó Béla, Groó Béla Vilmos (Rimaszombat, 1878. június 3. – Budapest, 1962. január 12.) orvos, balneológus, a Margitszigeti Gyógyfürdő és Szanatórium igazgató-főorvosa.

## Élete
Apja Groó Vilmos (1843-1906) tanár, pedagógiai író, magyar királyi tanfelügyelő, anyja Fábry Gizella.
A Budapesti Királyi Magyar Tudomány-Egyetemen tanult. Orvostanhallgatóként az alapításkor a Budapesti Egyetemi Athletikai Club titkára lett. 1906-ban egyetemi tanársegéd. 1909 telén Crikvenicán a Therapia Palota hoteljének főorvosa. 1909-1925 között Iglófüred főorvosa volt.
A Magyarországi Kárpát-egyesület központi választmányának tagja, és 1913-tól az ótátrafüredi helyi választmány képviselője. A Magyar Orvosszövetség fürdőszakosztályának tagja volt. 1937-ben a Szanatóriumok Világszövetségének elnöke volt. 1936-ban alapító elnöke, 1939-ben pedig alelnöke volt a Szanatóriumok és Magángyógyintézetek Szövetségeinek Nemzetközi Uniójának. 1939-ben a Rimaszombati Öregdiákszövetség elnökévé választották.
Levelezést folytatott többek között Pekár Mihállyal.
Elhunyt 1962. január 12-én agyszövetlágyulás, agyi érelmeszesedés következtében, örök nyugalomra helyezték 1962. január 16-án az óbudai temetőben az evangélikus egyház szertartása szerint. Felesége Szabó Irén Jolán volt, akivel 1950-ben kötött házasságot Budapesten, az Erzsébetvárosban.

## Elismerései
- 1942 A magyar királyi egészségügy főtanácsosa cím[10]
- 1954 Budapesti Orvostudományi Egyetem jubileumi díszoklevél[11]

## Művei
- 1947 A világ legnagyobb fürdővárosa. Budapest – a székesfőváros történeti, művészeti és társadalmi képes folyóirata 3/8, 278-281.
- 1947 A budai hévvizektől Budapest fürdővárosig. Budapest (tsz. Lestyán Sándor – Török István)
- A magyar fürdők; Idegenvezetői Tanfolyam, Bp., 1948 (Az Idegenvezetői Tanfolyam jegyzetei, 1948 VI. Az idegenforgalom. Magatartás az idegenekkel)
- Budapest, a gyógyvizek városa